# District de Mainpuri
Le district de Mainpuri (en ourdou : मैनपुरी ज़िला, en ourdou : میںپوری ضلع) est l'un des districts de la division d'Āgrā dans l'État de l'Uttar Pradesh en Inde.

## Description
Son centre administratif est la ville de Mainpuri. 
La superficie du district est de 2 760 km2 et sa population s'élève à 1 868 529 habitants (2011).
Son taux d'alphabétisation est de 78,26%.